# Прозрачность (поведение)
Прозрачность, то, как этот термин используется в науке, инженерии, бизнесе, гуманитарных науках и в контексте социального действия вообще, означает открытость, коммуникацию и подотчетность (en:Accountability). Смысл значения является метафорическим расширением понятия «прозрачность среды», то есть такого её состояния, когда она просматривается насквозь. Процедуры, обеспечивающие прозрачность, включают в себя раскрытие информации, аудит, свобода информации, общественные слушания и так далее. Прозрачность обеспечивается таким образом, чтобы субъекту или получателю информации было бы понятно, что может вызвать подозрения. Например, стандартным способом выдачи сдачи на кассе в магазине является расчет этой сдачи на кассовом аппарате и демонстрация суммы сдачи покупателю, предоставляя ему возможность проверить сумму сдачи.